# مارفن كامراز
مارفن كامراز (بالإنجليزية: Marvin Camras)‏ (و. 1916 – 1995 م) هو مهندس كهربائي ومخترع من الولايات المتحدة الأمريكية .
توفي في إيفانستون، عن عمر يناهز 79 عاماً. بسبب قصور كلوي .

## التعليم
تعلم في معهد إلينوي للتقنية

## جوائز
حصل على جوائز منها:
- قلادة العلوم الوطنية الأمريكية في مجال التكنولوجيا والإبتكار (1990).